# Réunion des chevau-légers
La réunion des chevau-légers est un groupe parlementaire informel de l'Assemblée nationale française, de 1871 à 1876. Il rassemble les fidèles du comte de Chambord, c'est-à-dire les partisans les plus ardents de la restauration monarchique.
Il compte de 48 à 80 membres selon les auteurs. Ils étaient surnommés les chevau-légers, car ils se réunissaient impasse des Chevau-légers à Versailles, et que l’institution des chevau-légers rappelaient l’Ancien Régime